# Sandra Nasic
Sandra Nasic (* 25. května 1976, Göttingen, Německo) je zpěvačkou rockové skupiny Guano Apes. Po otci zdědila chorvatské kořeny.
Sandra studovala střední školu v Göttingenu a dále se chtěla věnovat studiu designu a umění na univerzitě. V roce 1994 se však setkala se svými budoucími spoluhráči, kteří hledali vokál pro založení skupiny.

## Guano Apes
Guano Apes koncertovali v Evropě, Americe, získali cenu MTV Music Awards. Ve druhé polovině roku 2003 ohlásila kapela roční pauzu, poté vydala album živých nahrávek Live, druhé DVD a dokonce se mluvilo i o vydání Best of.
Přišlo dlouhé čekání, během kterého se rozhoduje o budoucnosti kapely. Ani ne po roce však opět hráli na některých z evropských festivalů. Později ale Guano Apes řekli, že na festivalech šlo o „naše poslední společné koncerty“. Na konci října 2004 oznámili vydání nového singlu, Best of alba Planet of the Apes a podrobnosti o chystaném menším turné po Německu – oficiálním rozloučení před jejich konečným rozpadem.
V roce 2004 Sandra v rozhovoru s Magazínem OK! řekla: „Poslední dobou to bylo hodně těžké, často jsme se hádali a pořád přemýšlíme, co dělat a jak pokračovat dál. Momentálně jsme na tom ale tak, že možnost rozpadu je vcelku reálná. Ale ať už se stane cokoliv, potřebujeme si od sebe navzájem odpočinout. Pokud se v budoucnosti zase sejdeme, bude to fajn, ale pokud ne, taky v pohodě.“
Na otázku, jak to bude po případném rozpadu kapely se vztahy mezi jejími členy, odpověděla: „Pokud tím myslíte, jestli je budu pořád respektovat, pak ano, ale opravdovými přáteli jsme nikdy nebyli. Ti tři o sobě věděli všechno už od střední školy a já byla vždycky trochu stranou. Po nějaké době jsem si na to ale zvykla, stejně jako na ně samotné. Už jsem dost stará na to, abych si to nějak moc nebrala, ne?“
Ve stejném rozhovoru dále řekla, že ona, Dennis Poschwatta, Henning Rümenapp a Stefan Ude jsou čtyři naprosto odlišné osobnosti a sama se diví, že to spolu vydrželi tak dlouho.
V roce 2010 po dlouhých sedmi letech kapela ohlásila návrat a 4. dubna vydala album Bel Air.

### Přehled alb Guano Apes
- Proud Like a God (1997)
- Don't Give Me Names (2000)
- Walking on a Thin Line (2003)
- Live (2003)
- Planet of the Apes (best of; 2004)
- Bel Air (2011)
- Offline (2014)

### Další tvorba
Ještě v době existence Guano Apes nahrála Sandra i další skladby:
- Path vol.II se skupinou Apocalyptica
- A Very Loud Lullaby s T. Raumschmmierem
- Beat of Life s DJ Tomekkem

## Sólová kariéra
Po rozpadu Guano Apes v únoru 2005 si Sandra téměř celý rok dopřávala volno. Až do ledna 2006, kdy konečně podepsala smlouvu s GUN Records, nikdo vlastně nevěděl, co se s ní stalo. Poté ohlásila začátek prací na svém prvním sólovém albu, které si sama vyprodukovala.
Dne 21. září 2007 vydala singl Fever a o týden později, tedy 28. září 2007, i dlouho očekávané album The Signal.

### The Signal
Skladby z alba balancují mezi rockem, electrem. Jedná se o tyto skladby:
1. The Name Of My Baby
2. Sorry
3. Right Lane
4. Fever
5. Mecasanova (Yam Yam)
6. Do It Again
7. Stop The Crying
8. Old Shack
9. Big City
10. Perfume
11. The Signal
12. Counting Trees
13. Ireen
14. Fever (Video)
15. The Name Of My Baby (Video)

Skladba "Ireen" a videozáznamy "Fever" a "The Name Of My Baby" dostupné pouze v limitované rozšířené verzi